# Municipio de Frankfort (Nebraska)
El municipio de Frankfort (en inglés: Frankfort Township) es un municipio ubicado en el condado de Knox en el estado estadounidense de Nebraska. En el año 2010 tenía una población de 77 habitantes y una densidad poblacional de 1,63 personas por km².

## Geografía
El municipio de Frankfort se encuentra ubicado en las coordenadas 42°48′31″N 97°32′38″O / 42.80861, -97.54389. Según la Oficina del Censo de los Estados Unidos, el municipio tiene una superficie total de 47.22 km², de la cual 47,22 km² corresponden a tierra firme y (0 %) 0 km² es agua.

## Demografía
Según el censo de 2010, había 77 personas residiendo en el municipio de Frankfort. La densidad de población era de 1,63 hab./km². De los 77 habitantes, el municipio de Frankfort estaba compuesto por el 98,7 % blancos y el 1,3 % eran de una mezcla de razas. Del total de la población el 0 % eran hispanos o latinos de cualquier raza.